# شفلرية أحادية الأوراق
شفلرية أحادية الأوراق (الاسم العلمي:Schefflera monophylla) هي نوع من النباتات تتبع جنس الشفلرية من الفصيلة الأرالية.